# Villa Dolores (Buenos Aires)
Villa Dolores é uma localidade do partido de Berisso, da Província de Buenos Aires, na Argentina. Possui uma população estimada em 6.535 habitantes (INDEC 2001).